# Heinrich Rathke
Heinrich Rathke (* 12. Dezember 1928 in Mölln (Mecklenburg); † 17. Januar 2024 in Schwerin) war ein deutscher evangelischer Geistlicher. Er war von 1971 bis 1984 Landesbischof der Evangelisch-Lutherischen Landeskirche Mecklenburgs und von 1977 bis 1981 Leitender Bischof der Vereinigten Evangelisch-Lutherischen Kirche in der DDR (VELK DDR).

## Leben
Heinrich Rathke stammte aus einer mecklenburgischen Pastorenfamilie. Er wurde als Sohn des Theologen und Pastors Paul Rathke (1899–1974) und dessen Frau Hedwig Caroline Wilhelmine Johanna Rathke, geb. Steding (* 1895) geboren und verlebte Kindheit und Jugend an Dienstorten des Vaters in Mölln und in Malchow. 1944 mit 16 Jahren in den Kriegsdienst eingezogen, geriet er in britische Kriegsgefangenschaft. 1948 machte er sein Abitur in Lübeck. Er studierte in Kiel, Erlangen und Tübingen Theologie mit der Absicht, in den Dienst der bayerischen Landeskirche zu treten. In Erlangen wurde er Mitglied der Burschenschaft der Bubenreuther. 1953 entschloss er sich nach dem ersten theologischen Examen, das er in Ansbach ablegte, angesichts des Theologenmangels in der Deutschen Demokratischen Republik dorthin zu übersiedeln. 1954 wurde Rathke ordiniert. 1955 erhielt er eine Pfarrstelle in Warnkenhagen in Mecklenburg und heiratete Marianne Rusam, mit der er sieben Kinder hatte. 1962 wechselte Rathke an die St.-Andreas-Gemeinde in Rostock; später wurde er Pastor in der Rostocker Südstadt. Aufsehen im atheistischen SED-Staat erregten seine volksnahen Predigten aus einem alten Zirkuswagen.
1956 wurde Heinrich Rathke an der Universität Rostock mit einer Arbeit über Ignatius von Antiochien bei Gustav Stählin und Konrad Weiß zum Dr. theol. promoviert.
1970 wurde er zum Landespastor für Gemeindedienst (Volksmission) in Güstrow berufen und von 1971 an für zwölf Jahre als Nachfolger von Niklot Beste zum Landesbischof der mecklenburgischen Landeskirche gewählt. 1972 war er zudem Beauftragter des Bundes der Evangelischen Kirchen in der DDR für die Verbindung zur Russisch-Orthodoxen Kirche. Von 1977 bis 1981 fungierte Rathke zusätzlich als leitender Bischof der Vereinigten Evangelisch-Lutherischen Kirche (VELK) in der DDR, von 1978 bis 1980 als Vorsitzender des DDR-Nationalkomitees des Lutherischen Weltbundes.
Ab Anfang der 1980er Jahre engagierte sich Rathke verstärkt in der Friedensarbeit, für Menschenrechte und Umwelt. Er kritisierte die Einführung des Wehrkundeunterrichts und die verschärfte Strafverfolgung pazifistischer Jugendlicher. Von der SED wurde er als „feindlich negativ“ eingestuft. Dieses Engagement hatte auch Folgen für seine Familie: Keines seiner Kinder wurde zum Studium zugelassen.
Rathke, der sich immer entschieden für Amtszeitbeschränkung einsetzte, kehrte nach Ablauf seiner Amtszeit ins Gemeindepfarramt zurück. Sein Nachfolger als Landesbischof wurde Christoph Stier. Rathke übernahm das Pfarramt von Crivitz bei Schwerin, das er jedoch 1991 aus gesundheitlichen Gründen aufgeben musste. Nach der Wende kümmerte er sich um russlanddeutsche Gemeinden in Mittelasien und war von 1991 bis 1994 Bischöflicher Visitator der Evangelisch-Lutherischen Kirche in der Republik Kasachstan.
Er wurde in einen Vertrauensrat zur Aufarbeitung kirchlicher Stasi-Verstrickungen berufen und gehörte für mehrere Jahre dem Beirat der Stasi-Unterlagen-Behörde für das Land Mecklenburg-Vorpommern an.
Heinrich Rathke wurde 1999 von der Universität Rostock der Ehrendoktortitel verliehen. Er war Ehrenbürger der Stadt Crivitz und lebte zuletzt in Schwerin, wo er im Januar 2024 im Alter von 95 Jahren starb.

## Werke
- Heinrich Rathke: Ignatius von Antiochien und die Paulusbriefe. Berlin 1967.
- Björn Mensing, Heinrich Rathke: Mitmenschlichkeit, Zivilcourage, Gottvertrauen. Evangelische Opfer von Nationalsozialismus und Stalinismus. Evangelische Verlagsanstalt, Leipzig 2003, ISBN 3-374-02057-7.
- Heinrich Rathke: „Wohin sollen wir gehen?“ Der Weg der Evangelischen Kirche in Mecklenburg im 20. Jahrhundert. Erinnerungen eines Pastors und Bischofs und die Kämpfe mit dem Staat. Lutherische Verlagsgesellschaft, Kiel 2014. ISBN 978-3-87503-173-7.